# Mad Professor
Mad Professor (англ. Mad Professor; наст. имя Нил Фрейзер; род. в 1955, Джорджтаун, Гайана) — британский музыкант и продюсер, работающий в жанре даб. Участвовал в записи более 200 альбомов в качестве аранжировщика, ремиксёра и звукорежиссёра. Работал с Ли Перри, Джа Шака, делал ремиксы для Massive Attack, Шаде, Depeche Mode, Beastie Boys.

## Биография
Фрейзер с детства увлекался электронной музыкой, за что и получил прозвище «Сумасшедший профессор». В возрасте десяти лет он самостоятельно собрал радиоприёмник. Тринадцатилетним подростком Фрейзер переехал в Лондон, где продолжил эксперименты с электроникой. В 1975 году он приобрел полупрофессиональный двухкассетник, но синхронизировать записи не мог — пришлось докупать оборудование. К следующему году Фрейзер начал эксперименты в стиле даб. В своих первых пластинках Mad Professor развивал технику даба, наработанную Кингом Табби, Ли Перри и Аугустусом Пабло.
Mad Professor сотрудничал с огромным количеством исполнителей музыки реггей как из Великобритании, так и с Ямайки. Среди них были Джа Шака, Пато Бэнтон, Джонни Кларк, Ли Перри и Хорас Энди. Работал в музыкальных стилях рутс-регги, даб и лаверз-рок.
Mad Professor известен, прежде всего, как автор дабовых альбомов, включая 12 альбомов из серии «Dub Me Crazy» и 5 альбомов под маркой «Black Liberation». На сайте лейбла Ariwa перечислены работы, созданные музыкантом совместно с The Orb, The KLF, UB40, Jamiroquai, Beastie Boys и Rancid. Mad Professor продолжает выпускать альбомы и выступать с концертами по всему миру.

## Дискография
- 1991 — Feast Of Yellow Dub
- 1992 — True Born African Dub
- 1993 — Dub Maniacs On The Rampage
- 1994 — The Lost Scrolls Of Moses
- 1995 — It’s A Mad, Mad, Mad, Mad Professor
- 1995 — In A Rub A Dub Style
- 1996 — Caribbean Taste Of Technology
- 1997 — RAS Portraits
- 1998 — Dubtronic
- 2001 — Dubbing You Crazy
- 2001 — Trix In The Mix
- 2005 — Dub You Crazy With Love
- 2005 — Moroccan Sunrise
- 2005 — Method To The Madness
- 2007 — Dub You Like Crazy 2007

### Серия «Dub Me Crazy»
- 1982 — Dub Me Crazy
- 1982 — Beyond The Realms Of Dub (Dub Me Crazy, Pt.2)
- 1983 — The African Connection (Dub Me Crazy, Pt.3)
- 1983 — Escape To The Asylum of Dub (Dub Me Crazy, Pt.4)
- 1985 — Who Knows The Secret Of The Master Tape (Dub Me Crazy, Pt.5)
- 1986 — Schizophrenic Dub (Dub Me Crazy, Pt.6)
- 1987 — Adventures Of A Dub Sampler (Dub Me Crazy, Pt.7)
- 1988 — Experiments Of The Aural Kind (Dub Me Crazy, Pt.8)
- 1989 — Science And The Witchdoctor (Dub Me Crazy, Pt.9)
- 1990 — Psychedelic Dub (Dub Me Crazy, Pt. 10)
- 1992 — Hijacked To Jamaica (Dub Me Crazy, Pt.11)
- 1993 — Dub Maniacs On The Rampage (Dub Me Crazy, Pt.12)

### Серия «Black Liberation»
- 1994 — Black Liberation Dub (Chapter 1)
- 1995 — Anti-Racist Broadcast (Black Liberation Chapter 2)
- 1996 — The Evolution Of Dub (Black Liberation Chapter 3)
- 1997 — Under The Spell Of Dub (Black Liberation Chapter 4)
- 1999 — Afrocentric Dub (Black Liberation Chapter 5)

### Сотрудничество

#### СЛи Перри
- 1990 — Mystic Warrior
- 1995 — Black Ark Experryments
- 1995 — Super Ape Inna Jungle
- 1996 — Experryments At The Grass Roots Of Dub
- 1996 — Who Put The Voodoo Pon Reggae
- 1997 — Dub Take The Voodoo Out Of Reggae
- 1998 — Live At Maritime Hall
- 1998 — Fire In Dub
- 2000 — Lee Perry Meets Mad Professor
- 2001 — Techno Dub

#### С др. музыкантами
- 1982 — Rhythm Collision Dub (совместно с Ruts DC)
- 1989 — Mad Professor Meets Puls Der Zeit
- 1990 — Mad Professor Captures Pato Banton
- 1991 — Mad Professor Recaptures Pato Banton
- 1995 — No Protection (совместно с Massive Attack)
- 1996 — New Decade Of Dub (совместно с Jah Shaka)
- 1996 — Jah Shaka Meets Mad Professor At Ariwa Sounds
- 2002 — From Mars With Dub, Part 1 Sci-Fi Dub Series (совместно с Mafia & Fluxy)
- 2004 — Dub Revolutionaries (совместно со Sly and Robbie)
- 2004 — From The Roots (совместно с Horace Andy)
- 2004 — In A Dubwise Style (совместно с Marcelinho da Lua)
- 2005 — Dancehall Dubs (совместно с Crazy Caribs)
- 2008 — HAPPY ENDING (совместно с Аюми Хамасаки)